# Mazama nana
A Mazama nana az emlősök (Mammalia) osztályának párosujjú patások (Artiodactyla) rendjébe, ezen belül a szarvasfélék (Cervidae) családjába és az őzformák (Capreolinae) alcsaládjába tartozó faj.

## Rendszertani helyzete
Manapság önálló fajnak tekintett, de korábban azonosnak tartották a kis nyársasszarvassal (Mazama rufina); egyes biológusok még ma is úgy vélik.

## Előfordulása
A Mazama nana előfordulási területe Argentína északkeleti része, Dél-Brazília és Paraguay.

## Források

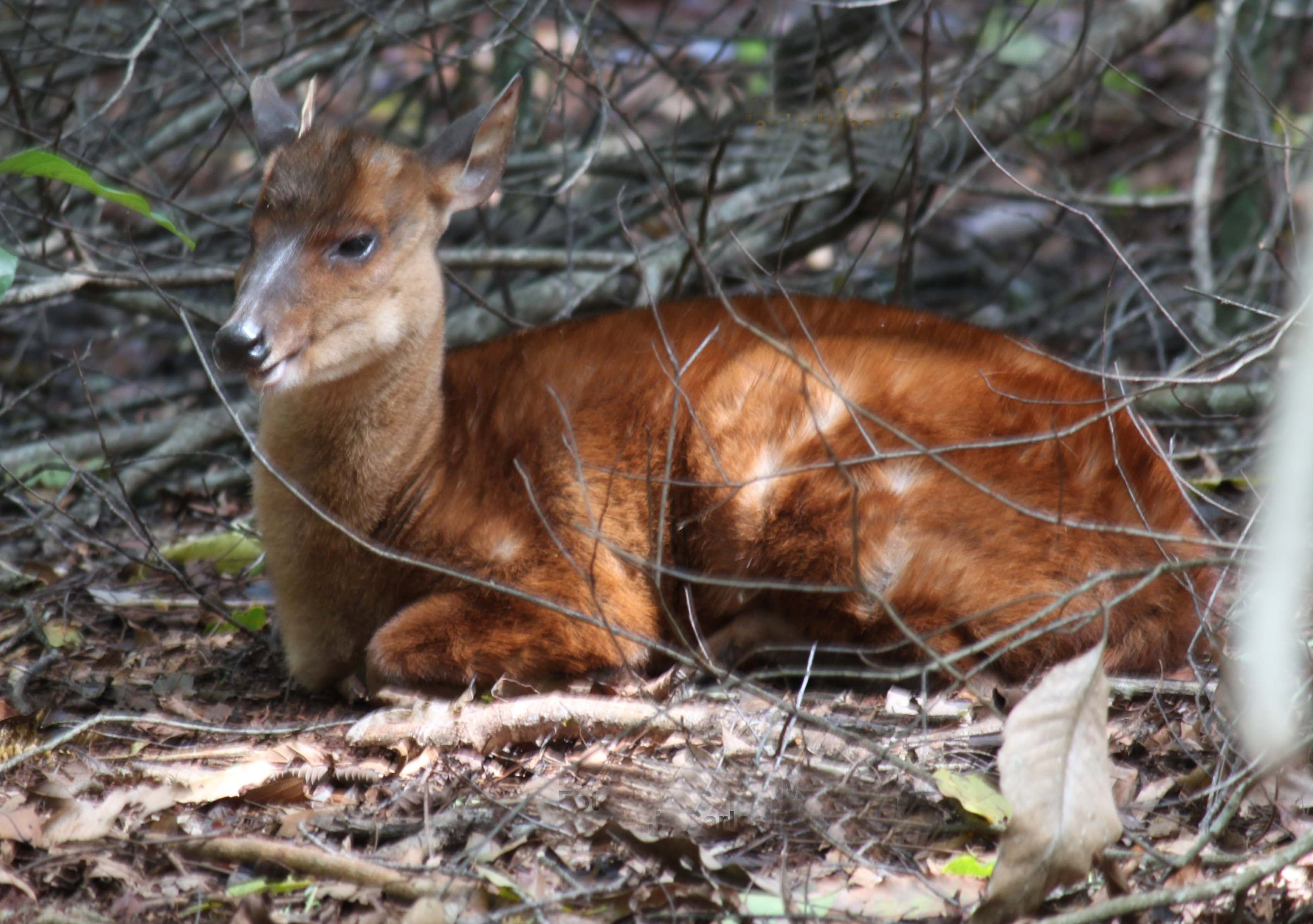
A szarvas egy rezervátumban

## Megjelenése
Kisméretű és rövid lábú szarvasfaj, melynek testtömege legfeljebb 15-20 kilogramm. A szőrzete vörösesbarna.

### Fordítás
- Ez a szócikk részben vagy egészben  a   Pygmy brocket című angol Wikipédia-szócikk ezen változatának fordításán alapul.  Az eredeti cikk szerkesztőit annak laptörténete sorolja fel. Ez a jelzés csupán a megfogalmazás eredetét és a szerzői jogokat jelzi, nem szolgál a cikkben szereplő információk forrásmegjelöléseként.